# Lachivixá
La localidad de Lachivixá pertenece al Municipio de Santa María Guienagati en el estado de Oaxaca. Dentro de todos los pueblos del municipio, ocupa el número 3 en cuanto a número de habitantes.

## Tiponomía
Su nombre proviene del zapoteco, "Lachi"=Llano, "Vixá"=Vista; "de Vista al Llano".

## Ubicación y Población
Según el censo de población del 2020, Lachiguxé cuenta con una población de 308 habitantes.
La localidad se ubica en la parte central del municipio a 3.6 km al sur de la cabecera municipal, las montañas de la Sierra Juárez. En las coordenadas geográficas 16°49′19.9″N 95°21′16.6″O / 16.822194, -95.354611.